# Distrito de Pauza
El distrito de Pauza es uno de los diez distritos que conforman la Provincia de Páucar del Sara Sara, ubicada en el Departamento de Ayacucho, bajo la administración del Gobierno Regional de Ayacucho, en el Perú.
Su nombre deriva del Quechua Pawkar o Pawqar que significa: Hermoso, bello, lindo, florido, colorido.

## Historia
A mediados de la primavera (noviembre) del año 1607, los habitantes coloniales mestizos y naturales, a iniciativa de Corregidor Pedro de Salamanca, realizaron un homenaje al nuevo Virrey Juan de Mendoza y Luna, Marqués de Montesclaros, escenificando la gran obra literaria de Miguel de Cervantes Saavedra "Don Quijote de la Mancha". Esta actuación, realizada en la Plaza de Armas de Pausa, fue la primera en América y la segunda en el Mundo. La primera vez fue en Valladolid (España) en el año 1605, celebrando el nacimiento del Príncipe Don Felipe.
La historia de Pausa, forma parte de la historia de Parinacochas, pues por mucho tiempo perteneció a esta Provincia; posteriormente al crearse la Provincia Páucar del Sara Sara pasó a integrarla y convertirse en su capital.

### Época preinca
La existencia del distrito data de tiempos inmemoriales. Los primeros habitantes fueron recolectores y cazadores, esto lo testifican diversos instrumentos líticos, restos óseos y pinturas rupestres encontrados en diferentes lugares, como las de Conchaca  (aprox. 1200 años a. C.) Según los trabajos del Dr. Julio C. Tello, el territorio del Perú Antiguo, mil años antes de la Era Cristiana, contaba con tres grandes civilizaciones o zonas Arqueológicas Andinas: norte, centro y sur andino. Lo que hoy es el distrito de Pausa formó parte desde tiempos inmemoriales de la Cultura Centro Andina; a ella pertenecen los restos de las tres civilizaciones importantes: Wari, Chanca, Inca y siete Culturas diferenciadas en su mayor parte derivadas de aquellas; una de ellas denominada RUKANA, ubicada en la costa formaba una unidad geográfica con la de Parinacochas.
El Investigador M. Toribio Megia Xesspe, dice: “ Las exploraciones arqueológicas que yo hiciera a la Provincia de Parinacohas en 1925 y 1926 y en los Valles de Río Grande en Nazca, Acarí – Lomas, Yauca y Ocoña entre 1927 a 1943, me han dado la oportunidad de conocer geográfica, etnológica y arqueológicamente el territorio Cisandino donde se encuentra la antigua nación y actual provincia denominada Parinacochas Los restos arqueológicos que existen en el curso superior de estos ríos, donde se encuentra Parinacochas, pertenecen a una sola cultura Precolombina, denominada RUKANA por el conjunto de sus elementos especiales, conformados a la topografía y climatología de la región cisandina de la cordillera del Huanzo.
En Pausa existen restos arqueológicos como los de “Ñaupa Llaccta “,”Muyo Orcco” y “Huanta Huasi. Concretamente en el lugar denominado Choccpe y sus alrededores existen unas ruinas que aún no han sido muy exploradas y es el sitio llamado “Ñaupa Llaqta” o pueblo Antiguo, ubicado al pie del Volcán Sara Sara, el lugar donde habitaron los primeros pobladores de Pausa. Se presume que de esta civilización y lugar proviene la histórica momia “Sarita”, la que ahora se halla engalanando el Museo de Tumbas de Altura de la Universidad Católica Santa María en la ciudad de Arequipa.

### Época inca
Corresponde a la época en que los Incas mediante su política pan-andina, lograran establecer una organización social y cultural. En tal sentido, las civilizaciones que habitaron Parinacochas: Rukanas y Soras cayeron vencidas después de ofrecer mucha resistencia a los turbulentos y belicosos Chankas, nación que dominaba esta región antes de ser sometidos por Pachacutec al imperio Inca consolidado la dominación Inca. La vida económica y política de Parinacochas se sujetó al interés del TAHUANTINSUYO. Toda la Provincia fue reconocida como zona productora de maíz y lana; por cuya razón para mejorar la producción de este cereal se mejoró la infraestructura de riego y de andenerías.
Los restos arqueológicos de la época incaica son numerosos en ambas provincias, concretamente en Pauza se tiene Inca Huasi (Millo Casa), Osccollo Pampa y otros. La ruina de Inca Huasi es la más importante, no solamente por su sólida construcción sino también por su arquitectura muy similar a las existentes en el Cuzco.
Se deduce que este edificio sirvió como residencia de descanso del Inca y a su corte. También se dice que fue un lugar de descanso o pascana en el camino real que va desde el Cuzco hacia Cajamarca.

### Época de la conquista y colonia
En la época de la conquista, muerto el Inca Atahualpa, los españoles en su ambición de consolidar la conquista en el territorio incaico, fueron fundando pueblos y ciudades al estilo occidental, es así como Pauza es fundado por Gonzalo Pizarro y Hernando de Soto aprox. en el año 1568. Fue la época en que Pauza se constituyó en la capital de encomienda de Parinacochas administrado por Gonzalo Pizarro; siendo sus pobladores sometidos a trabajos forzados, principalmente en la explotación de minas. No hay que olvidar que antiguamente Pauza fue la sede de los SORAS y de los CHANKAS quienes sentaron sus reales en la cuenca alta del río Ocoña, una de las más importantes reservas auríferas del Perú. Ciertamente en estos lugares se encuentran algunas legendarias minas como Taniska, Wayllura, Palmadera, Karpisa, Luicho y Otras.
Es muy posible que el nombre de Pauza se origina por la deformación de la palabra quechua: “Pauqar” que quiere decir jardín florido; por otro lado Sara Sara significa “Maizal” ambos vocablos de origen quechuas expresan la majestad, belleza natural y el potencial de recursos que se hallan esparcidos en toda la Provincia de Páucar del Sara Sara. No obstante, otras versiones sostienen que “Páucar” es porque en este lugar los españoles hicieron un “alto “o una “pausa” en su travesía al Cuzco y fundaron la Ciudad encandilados por la Belleza y Clima benigno del valle donde temporalmente descansaron “haciendo una pausa”.
Durante el virreinato del Perú, Parinacochas pasó a ser un corregimiento y Pauza fue su Capital por todo el período que duró la dominación española. En tal sentido, los siglos XVI y XVII caracterizados por el gran fervor religioso que caracterizó la colonia fueron remarcados con la designación del Apóstol Santiago como Patrono de la ciudad capital. En Pauza capital del entonces extenso Corregimiento de Parinacochas, se crearon los primeros conventos fundados por la Orden Dominica, entre ellos el convento de San Cristóbal de Pauza, como uno de los principales centros de irradiación católica y catequización de toda la jurisdicción.
Cabe destacar el notable hecho ocurrido en los albores del Virreinato en Pauza;  la histórica teatralización de una de las obras cumbres de la Literatura universal: El Quijote de la Mancha, escrita por el genio y pluma de Don Miguel de Cervantes Saavedra, obra publicada en 1605 en Madrid- España. La obra rápidamente ganó prestigio en el mundo cultural de entonces y prontamente cruza el Atlántico, dando lugar a su puesta en escena en Pauza el 19 de octubre de 1607, a solamente dos años de la primera publicación en Madrid y al poco tiempo de su primera presentación en Valladolid (junio  1605). La teatralización fue promovida a iniciativa de Don Pedro Salamanca, por entonces corregidor de Parinacochas, con el objeto de congratular la designación del nombramiento del nuevo Virrey del Perú Don Juan Mendoza y Luna, Marqués de Montesclaros.

### Época republicana y actual
En la época de la emancipación y republicana, los paucinos contribuyeron a la Independencia del Perú, entre ellos cabe resaltar el heroico sacrificio del teniente Felipe Lisboa y Ortega, en la batalla de Ayacucho. Durante los conflictos armados de 1879 con Chile y en 1942 con Ecuador; los paucinos siempre aportaron hombres y héroes anónimos que engrosaron las filas de nuestro ejército. Luego de la declaración de la Independencia (1821), Pauza continuó siendo capital de Parinacochas por Ley del 19 de noviembre de 1839 formando parte de la Intendencia de Huamanga, Luego con la evolución Político-administrativa paso a formar el Departamento de Ayacucho y Parinacochas una de sus Provincias, como lo estableció la Constitución de 1823.
El 24 de octubre de 1891, el gobierno del General Remigio Morales Bermúdez. Dispuso mediante Ley el traslado de la capital de la Provincia de Parinacochas a la Ciudad de Coracora, suceso que marcó el estancamiento socioeconómico, cultural y administrativo de los distritos nuclearizados alrededor de Pauza.
Posteriormente, luego de casi un siglo de postración e interminables gestiones, exactamente 94 años (de 1891-a 1985), que Pauza recobre el sitial que por historia y tradición le correspondía, ser nuevamente capital de provincia, pero esta vez de la nueva Páucar del Sara Sara. El 2 de enero de 1985 durante el 2.º. Gobierno del Arq. Fernando Belaúnde Terry, se promulgó la Ley N.º 24046, previo debate y aprobación constitucional en el Congreso de la República (15 de diciembre de 1984) a iniciativa del senador de la República Dr. Carlos Enrique Melgar López, mediante el cual se crea la Provincia de Páucar del Sara Sara, con su Capital “La Villa de Pauza”.
Por último la Gestión edilicia (2003-2006), por acuerdo de Consejo del 25 de abril, refrendado con Resolución de Alcaldía N.º 031 del 26 de abril de 2003, declara a Pauza como la “ CAPITAL CERVANTINA DE AMÉRICA”, en memoria a la Segunda escenificación Teatral del Quijote de la Mancha en el mundo, acto histórico protagonizado en la Plaza de Armas de Pauza en 1607. Actualmente esta iniciativa se encuentra en trámite en la comisión de Educación y Cultura del Congreso de la República para el reconocimiento de este hecho trascendental que debe culminar con la promulgación de la Ley que reconozca a Pauza como “ Patrimonio Cultural de la Nación y Capital Cervantina de América”, la misma que ya cuenta con gestiones avanzadas a Nivel del Instituto Nacional de Cultura-INC.
Es así como los Pobladores del distrito de Pauza comparten su pasado histórico con la modernidad y se preparan para enfrentar el futuro inmediato dentro del proceso de regionalización y descentralización ya en Marcha a nivel del país y en la era de las comunicaciones globales, sin perder su Identidad Cultural camino al progreso y desarrollo.

## Geografía
El distrito de Pausa está ubicado a 15° 16′ 32″ de latitud Sur y 73° 20′ 33″ de longitud Oeste, a una altitud promedio de 2 524 m s. n. m., en la cadena montañosa de la Cordillera de los Andes. Su capital es la localidad de Pauza.
Tiene una población de 3 050 habitantes (1 498 hombres y 1 552 mujeres).
Limita por el Norte con los distritos de Lampa y Colta, por el Este y Sur con el departamento de Arequipa, y por el Oeste con el Sara Sara.

### Hidrografía
Tiene 4 principales fuentes de agua que irrigan sus tierras:
1. Fuente de Sakarana que nace al pie del volcán de Sara Sara, cerca a sus nacientes se divide en 2 partes en el lugar denominado "Yakurakina" formando la fuente de Otococha que éste a su vez más abajo, en un lugar también denominado "Yakurakina", se divide en 2 para formar la fuente de "Pacha yarqa". Las aguas de Sakarana baja por la quebrada de Kiswara entre los pagos de Chuqupi y Chaqa entrando a la quebrada Hatun wayqu y se desvía por la acequia de Huatun para irrigar los campos de cultivos de todos los barrios a excepción de barrio de Hanan Huayllas. De noche se almacena en el estanque de Huampo
2. Fuente de Otococha son las mismas aguas de Sakarana que se origina en el lugar denominado "Yakurakina", de noche se almacena en el estanque de Otococha para irrigar las tierras del barrio de Otococha.
3. Fuente de Pachayarqa son las mismas aguas de Otococha producto de la división en el segundo "Yakurakina", su recorrido es por las tierras de Toncio, la quebrada de Renco, la acequia de Pachayarqa, se almacena de noche en el estanque de Huayllas para irrigar las chacras de los barrios de Hanan Huayllas y Urin Huayllas.
4. Irrigación Pauza, fuente que nace en el río de Pararca y tiene un recorrido a 18 kilómetros desde la bocatoma hasta el punto final que queda sobre el estanque de Huayllas. Estas aguas de casi un metro cúbico de volumen irrigan más de 300 hectáreas de tierras. Esta fuente también se utiliza para mover turbinas en la planta hidroeléctrica de Pauza.
Por otro lado, hay otras importantes fuentes de agua para el consumo humano:
- Agua de Witku, fuente principal desde antaño, que nace en Puquio pampa y baja entubado hasta Cruz pampa para ser almacenada en un reservorio para su clorificación y distribución a los hogares de Urin Huayllas, Huánuco, Atapillo y Acola (parte baja).
- Agua de Kinraya, nace en un pequeño campo de cultivo llamado Kinraya cerca a las faldas del Sara Sara, baja entubado a un reservorio de San Antonio pampa-Ayraranca donde es clorificada y distribuida a los barrios Ayraranca, Huampo y Acola (parte alta).
- Agua de Papata, nace en Papata en las faldas del Sara Sara, baja en tubos hasta el reservorio de Quintanilla-Ayraranca, es clorificada y distribuida a los barrios de Otococha (parte baja), Huampo y se interconecta con el agua de Witku para abastecer a los barrios de Urin Huayllas, Huánuco, Atapillo y Acola (parte baja).
- Agua de Otococha, se toma las aguas del mismo nombre que sirven para irrigar, baja entubado abasteciendo los hogares del barrio de Otococha hasta el resorvorio de Markawasi donde es clorificada y se interconecta a la red del agua de Papata y Witku.

División Política: Está dividido en 7 anexos: Casire, Huancara, Marán, Mirmaca, Pirca, Rauripa, Toncio, y en 10 barrios: Acola, Atapillo, Ayraranca, Huampo, Hanan Huayllas, Huánuco, Otococha, Urin Huayllas, Caraspampa y Cruz Misionero.

## Economía
Su principal actividad económica está basada en la producción agropecuaria de autoconsumo, la artesanía, el negocio en pequeñas tiendas y puestos de mercado, la carpintería, la cerrajería, la administración de pequeños hoteles. El movimiento económico es mayormente generada por los empleados del sector de educación y de salud.

### Agricultura
Se cultiva el maíz, la papa, el trigo, la cebada, el haba, la quinua, la achita, el frijol, la arveja, el zapallo, la calabaza; hortalizas en pequeñísima escala; árboles frutales como la tuna, la manzana, el membrillo, el higo, el durazno, el tumbo; la alfalfa para el ganado. Actualmente, la provincia ha ido desarrollando una importante revolución en el sector agrario, con pequeños empresarios que invierten en plantaciones de paltos, lucumas, tara y tunales.

### Ganadería
Se crían: Vacunos de leche donde predominan las razas Holstein y Brown Swiss; equinos como caballos, burros, mulas; animales de corral como chanchos, cuyes, conejos, gallinas y patos; el cultivo de la cochinilla; y la explotación de las abejas.

### Industria
Aún no se ha desarrollado alguna industria. La producción de queso, yogur y mermeladas se elaboran en forma artesanal.

### Artesanía
En Pauza nació a principios del siglo XVII el tejido de las apaschas que hasta hoy se conserva. También se tejen ponchos, costales, alforjas. Se elaboran bolsos de cuero; uno que otro artículo de cuero repujado y alhajas de plata.

## División administrativa
El distrito de Pausa está dividido en nueve anexos y un centro poblado, los cuales son:
- Mirmaca (centro poblado)
- Casire
- Huancara
- Maran
- Pirca
- Rauripa
- Toncio
- Accopampa
- Conchaca
- Pichor

## Autoridades

### Municipales
Nota: En el Perú, los alcaldes son elegidos mediante voto universal y secreto desde el año 1963. Estas elecciones se interrumpieron entre 1969 y 1979. 
Desde el año 1999 el periodo de gobierno municipal es de cuatro años.
La siguiente es la lista de personas que tuvieron a su cargo la Alcaldía Provincial en la ciudad de Pausa,
capital de la Provincia de Páucar del Sara Sara, en el Departamento de Ayacucho, Perú.

N.º	ALCALDES PROVINCIALES                	    PARTIDO  POLITICO                                                                                  PERIODO
1	Jordán Rosas La noire	                  Partido Aprista Peruano  (APRA)                                                                    1987 - 1989
2	Alejandro Mamani Tito	                  Frente Nacional de Trabajadores y Campesinos	                                                     1993 - 1995
3	Alfredo Gutiérrez Del Villar              El Gran Cambio al Desarrollo y Moralización de Paucar del Sarasara	                             1996 - 1998
4	Jose Félix Rosenthal Quispe	          Movimiento Independiente Vamos Vecino	                                                             1999 - 2002
5	Durman Italo Villaverde Huaita	          Partido Aprista Peruano	 (APRA)                                                              2003 - 2006
6	Jose Félix Rosenthal Quispe	          Movimiento Independiente Innovación Regional	                                                     2007 - 2010
7	Alejandro Miranda Díaz	                  Alianza para el Progreso                                                                           2011  - VACADO   [1]
```
       Daniel Santos Guardia Escobar,            Alianza para el Progreso	                                                                     2012   – 2014    [3]
```

8	Luis Enrique Jiménez Neyra	          Unidos por el Desarrollo de Ayacucho	                                                             2015 - 2018
9. Augusto Cuya Cuya
2023 - 2026

## Festividades
SANTIAGO APÓSTOL, Protector de los Paucinos
Escribe: Italo Villaverde Huaita
La devoción y la fe que profeso al santo patrón de mi pueblo, me lleva a saber más sobre él, Santiago nació en Tebaida, una pequeña población cercana de Cafarnaúm, hijo de Zebedeo y de María Salomé, de ser un humilde pescador en el lago de Ge Nazaret, el Mesías lo eligió como apóstol, nuestro señor Jesús, les dio el nombre de “Boanerges”a Santiago y Juan que significa Hijos del trueno, por su naturaleza impetuosa, fuerte y su misión de sacudir como trueno las conciencias adormecidas de los hombres. Pedro, Santiago y Juan acompañaron al maestro en momentos especiales en que Jesús mismo solicitaba la presencia de ellos, es así que estuvieron presentes en la resurrección de la hija de Jairo, él fue testigo de diversos milagros y tuvo la distinción de acompañar a Jesús en la transfiguración del Señor en el Monte Tabor y en su penosa agonía en el Huerto de los Olivos. Santiago Apóstol, se representa con tres tipos iconográficos: como Apóstol, como Peregrino y como Caballero, Las dos primeras formas son muy parecidas: se representa al santo de pie, con un sombrero de alas anchas, un ordón con una calabaza y una esclavina con conchas. La imagen que representa a Santiago el Mayor posiblemente la más conocida y difundida, se muestra al santo tal como habría aparecido en la batalla de Clavijo: montado sobre un caballo blanco, con armadura, casco, el manto blanco de los caballeros, esgrimiendo la espada y sosteniendo la bandera, también blanca, con la cruz roja que era el escudo de la Orden de Caballería.
```
A Santiago apóstol también se le llama Santiago “el mayor”, esto es para diferenciarlo de Santiago el joven, y por cuatro razones más: primero porque era mayor en edad, segundo porque fue llamado primero por Cristo, tercero porque “el Señor lo trató con mayor intimidad y lo hizo testigo de algunos hechos secretos” y, finalmente, porque fue martirizado antes que los demás. Posterior a la muerte de Cristo, el Apóstol predicó en varias regiones de España y Portugal. Recorrió Asturias, Galicia, Celtiberia y Granada. Fue el primero en dar su sangre por Cristo al ser decapitado por órdenes de Herodes Agripa I en una persecución que el soberano dirigiera contra los cristianos. Después de su ejecución, los discípulos llevaron nuevamente sus restos a la Península y los enterraron en Compostela, donde se levantó uno de los santuarios más famosos de la Edad Media. El Apóstol fue degollado un 25 de marzo y su cadáver fue transportado a Compostela el 25 de julio, día en el que se le conmemora hasta la fecha. Santiago, pasó de Judea a España y se transformó de peregrino en caballero. Santiago caballero es el patrón de España y de mi pueblo Pauza y de tantas otras ciudades en el mundo, protector de los españoles. Luchó por ellos en contra de los moros, lo que le ganó el nombre de Santiago Matamoros. En América, en los tiempos de la Conquista, protegió a los españoles de los indios y fue llamado Santiago Mataindios. En la batalla de Clavijo, hacia el año 930, los españoles perdían frente a los sarracenos. Según la leyenda, el rey Ramírez de Castilla recibió en un sueño la promesa de Santiago de que vencería. Al día siguiente, se apareció el santo en el campo de batalla, montando un caballo blanco. Bajo su dirección, las tropas españolas consiguieron aplastar al enemigo, en este contexto se le conoce como Santiago “Matamoros”.
```

Las leyendas de la aparición de la Virgen sobre un pilar en Zaragoza, la del traslado del cuerpo de Santiago a Galicia y su aparición en la batalla de Clavijo, son “los tres soportes sobre los que se afirma la supremacía del culto al santo hasta transformarlo en héroe religioso-nacional-español por antonomasia. Santiago Mataindios en América la leyenda fue adecuada a las circunstancias. Se dice que en el Nuevo Mundo Santiago apareció por primera vez en México, en la batalla de Centla y posteriormente en la ciudad de Cuzco; supuestamente, a partir del cerco que en 1534 puso Manco Capac II. El santo se dejó ver como en Clavijo, montado en un caballo blanco para defender a los pocos españoles ahí guarecidos. “La figura de Santiago matamoros se convertiría en América en la de Santiago mataindios.” Resulta evidente, entonces, que en tierras frecuentemente atacadas por indios de guerra como se llamaba a los subversivos, los conquistadores españoles recurrieran a la protección de Santiago mataindios e impusieran su culto en diversas regiones. La incógnita sigue sin resolverse ¿Cómo Santiago mataindios se convirtió en el Santiago patrón y protector de los indios? Parece ser que en los tiempos tempranos de la Colonia, se produjo un caso más de identificación de las antiguas deidades prehispánicas con las figuras de la hagiografía cristiana. La metáfora se convirtió en metonimia al llegar a América, cuando la supuesta aparición de Santiago fue acompañada por la caída de un rayo seguido de un fortísimo trueno. Como rayo cayó del cielo a la fortaleza del Inca y como cayó en tierra se espantaron los indios. Dicen que vino enzima de un caballo blanco, que traía dicho caballo pluma y desde entonces los indios al rayo llaman y le dicen Santiago porque el santo cayó en tierra como rayo, Illapa, es como se llamaba al “dios terrible y vengativo, el antiguo hondero, que rompe el cántaro de la lluvia”, en la tradición inca, de donde fue tomado el relato. Illapa se había escondido en el guerrero hispano que monta un caballo blanco. La presencia de un dios del trueno, prácticamente todos los panteones de los cultos naturalistas responde a la importancia de la lluvia para las sociedades que tienen como base de su economía a la agricultura.
Por si esto fuera poco, la fecha de conmemoración del santo, el 25 de julio, coincide con el periodo de lluvias del ciclo agrícola. Ya que las sociedades mesoamericanas son agrícolas, la identificación de Santiago con los respectivos dioses del rayo y el trueno impulsada por la iconografía española pudo haber garantizado un amplio culto. Por otro lado, el carácter combativo de la imagen seguramente encontraba acomodo en las estructuras sociales en las que la aristocracia militar ostentaba preeminencia social y en el que las actividades bélicas se consideraban enormemente honorables. Mientras que la expresión estereotipada de los santos era de dolor, sufrimiento y abnegación, la imagen de Santiago Matamoros es una imagen iracunda y furiosa. Precisamente, la expresión del individuo colérico caracteriza las representaciones de Santiago en la imaginería indígena hasta el siglo XVII. Posiblemente, el dolor de la conquista también contenía una fuerte dosis de cólera y de furia. Posiblemente, esos sentimientos cabalgan aún sobre una yegua blanca mezclando dioses y santos mientras el cielo retumba entre estrepitosos truenos de colores.
```
El nombre Santiago es la traducción de Iákobos, transliteración griega del nombre del célebre patriarca Jacob. El apóstol así llamado es hermano de Juan, y en las listas a las que nos hemos referido ocupa el segundo lugar inmediatamente después de Pedro, como en el evangelio según san Marcos o el tercer lugar después de Pedro y Andrés en los evangelios según los Hechos de los Apóstoles es mencionado después de Pedro y Juan. Este Santiago, juntamente con Pedro y Juan, pertenece al grupo de los tres discípulos privilegiados que fueron admitidos por Jesús a los momentos importantes de su vida, Se trata, por tanto, de situaciones muy diversas entre sí: en un caso, Santiago, con los otros dos Apóstoles, experimenta la gloria del Señor, lo ve conversando con Moisés y Elías, y ve cómo se trasluce el esplendor divino en Jesús; en el otro, se encuentra ante el sufrimiento y la humillación, ve con sus propios ojos cómo el Hijo de Dios se humilla haciéndose obediente hasta la muerte. El 2 de enero del año 40, el Apóstol Santiago y sus discípulos estaban descansando en las orillas del río Egro y oyeron dulce voces que cantaban. Enseguida vieron como el cielo se llenaba de luces y muchos ángeles que se acercaban. Los ángeles cargaban un trono donde estaba sentada la Reina de los Cielos. María, en ese entonces, vivía en Jerusalén y fue bilocada a España. La Virgen le dijo a Santiago que construyera un santuario adonde Dios sería honrado y glorificado, y le dio un pilar con su imagen para que fuese puesto en el santuario. La Virgen también le dijo que el santuario duraría hasta los fines del tiempo y que ella bendeciría todas las oraciones hecha devotamente en ese lugar. Al final de la aparición, la Virgen le dijo a Santiago que cuando estuviera construido el santuario debería regresarse a Palestina a donde iba a morir.
```

En agosto de 1914, Pauza, capital en esa época de la Provincia de Parinacochas, sufrió un fuerte terremoto, muchos pobladores quedaron damnificados, las casas se cayeron, así como la iglesia de la quedó solo en pie el área del coro, los derrumbes también bloquearon los cauces de las aguas de Otococha, Pauza y Huayllas. Solo quedó quedó agua en Huitco, donde la gente iba en grupos con sus odres y otros envases para abastecerse del líquido elemento mientras continuaban las réplicas del terremoto. Mientras tanto el gobernador de Andahuaylas (Apurímac), tuvo un sueño revelador, en que un militar montado en el caballo blanco entró por el portón de su casa, se bajó del caballo y le dijo.” Necesito que lleves comida a mi pueblo, porque mis hijos se mueren de hambre, luego el militar monto su caballo y se fue. El Gobernador despertó impresionado, el no sabía nada del terremoto ocurrido, luego después llegó a su casa el Teniente Gobernador a quién le contó el sueño que acaba de tener. El Teniente Gobernador interpretando el sueño le dijo que el militar a caballo era el Patrón Santiago y que el pueblo era Pauza que acababa de sufrir un terremoto, que la Iglesia se había caído y que el pueblo estaba cubierto de una nube de tierra. Ellos conocían Pauza porque había comerciantes de Andahuaylas que llevaban mercancías, el gobernador comunicó esto a la población de Andahuaylas en Cabildo Abierto y acordaron llevar víveres como ayuda. Así lo hicieron se alojaron en la Plaza de Armas de Pauza y ellos mismos repartieron víveres a la población. Actualmente los restos del Apóstol Santiago se encuentran en la Cripta de la Catedral de Santiago de Compostela en España, en una Urna junto con los restos de sus Discípulos San Atanasio y San Teodoro y aún sigue siendo lugar de peregrinación al cual acuden muchos fieles por los diversos Caminos de Santiago."